# Schlagsdorfer Hügel
Schlagsdorfer Hügel este o arie protejată (sit de importanță comunitară — SCI) din Germania întinsă pe o suprafață de 5,04 ha, integral pe uscat.

## Localizare
Centrul sitului Schlagsdorfer Hügel este situat la coordonatele 51°52′34″N 13°31′14″E / 51.8761°N 13.5206°E.

## Înființare
Situl Schlagsdorfer Hügel a fost declarat sit de importanță comunitară în martie 2004 pentru a proteja un număr necunoscut de specii din flora spontană și fauna sălbatică aflate în arealul zonei.

## Biodiversitate
Situată în ecoregiunea continentală, aria protejată conține 1 habitat natural: Pajiști calcaroase din nisipuri xerice.
La baza desemnării sitului se află un număr nedeclarat de specii protejate.
Pe lângă speciile protejate, pe teritoriul sitului au mai fost identificate 6 specii de plante.